# ジョージ・ケナン (探検家)
ジョージ・ケナン (George Kennan, 1845年2月16日 - 1924年5月10日) は、米国の探検家、ジャーナリストである。ロシア帝国を対象とした地域研究を行なった人物であり、カムチャツカやコーカサス地域への旅で知られる。外交官で歴史家のジョージ・F・ケナンの大叔父にあたる。

## 生涯
ケナンはオハイオ州ノーウォークで生まれ、幼少時から旅に強い関心を持っていた。しかし苦しい家計を支えるため、12歳でクリーヴランド・アンド・トレド鉄道社電報事務所で働き始めた。1864年、ロシア＝アメリカ電報社に転職し、シベリアを通りベーリング海峡を渡る地上電報線案のための経路を調査した。カムチャツカの荒野で2年を過ごした後、サンクト・ペテルブルクを経てオハイオに戻り、直後に自らの旅について講演したり、記事や本を書いて著名になった。
ケナンは自著『シベリアのテント生活 (Tent Life in Siberia) 』の中で、研究者らにとって今なお重要な地域であるシベリアに暮らす多くの現地民族の習俗、歴史について述べた。例えばコリャーク人、カムチャダール族（イテリメン族）、チュクチ、ユカギール、チュヴァン、ヤクート、Gakoutsに関する話題である。1870年、彼はサンクト・ペテルブルクに戻り、北コーカサス地域のダゲスタンへ旅立った。同地は、わずか10年前にロシア帝国に併合された地域である。彼は米国人として初めて、ダゲスタンの高地や、家畜の世話人らが暮らす離れたイスラム地域、銀細工師、絨毯職人などの職人を調査した。1871年に再びアメリカに戻るが、その前に北コーカサス地域を通ってサマシュキとグロズヌイに滞在した。これらの旅により、彼はロシアに関するあらゆる話題の「専門家」との評判を得た。
ケナンはその後（1878年）、ワシントンD.C.に本社を置くAP通信に職を得て、その記者生活を通じて、世界中の紛争地域を従軍記者として回った。また、数々の雑誌（『センチュリー・マガジン (Century Magazine) 』誌、『アトランティック・マンスリー (Atlantic Monthly) 』誌、『マクルーアズ・マガジン (McClure's Magazine：ゴシップ誌) 』、『アウトルック (Outlook) 』誌）に記事を寄稿した。
1885年5月、ケナンはロシアの旅を再開した。この時は、ヨーロッパからシベリアを横断した。彼は帝政ロシア政府とその政策を公的に強く支持し、彼の旅はロシア政府の最高幹部の認可を得ていた。 しかしこの旅の際に、追放された反体制派（特にニコライ・ヤドリンチェフ（1842-1894））と会談するうちに、ケナンはロシア帝政に関する考えを変えた。彼は、特に大衆主義者の「ロシア革命の小さな祖母」ことエカチェリーナ・ブレシュコヴスカヤに感動した。ザバイカルの小さな村に押し込められた彼女は、この村で彼にこう別れを告げた。「私たちは流刑のうちに死ぬかもしれませんし、大事な子供たちも流刑のうちに死ぬかもしれません。しかし、最後にはそこから何かが生まれるのです」。この旅の間に、当時10代のレオニード・クラーシンに会った。
1886年8月に米国へ帰還した後は、ロシアの独裁政治を強く批判し、ロシア民主主義の大義を支持し始めた。ケナンはその後の20年の大半を、ロシア革命の大義を推進（主に講演を通じて）することに捧げた。ケナンは、19世紀後半で最も活動した講演者の1人であった。1890年代の間、彼は延べ約100万人の前で講演し、1890年から1891年にかけて200晩連続（日曜を除く）で講演したり、2000人もの聴衆の前で講演したりもした。シベリアの現状に関するケナンの報告は『センチュリー・マガジン (Century Magazine) 』誌に連載され、1891年に『シベリアと流刑制度 (Siberia and the Exile System) 』（全2巻）を出版した。同書には、直接のインタビューやデータ、画家ジョージ・アルバート・フロスト（George Albert Frost, 1843 – 1907）による挿絵が収録され、アメリカの有識者にも大きな影響を及ぼした。
ケナンはキャサリン・ブレシュコヴスキー以外の亡命者（ピョートル・クロポトキン、セルゲイ・クラヴチンスキーなど）にも力を貸した。 彼はロシア自由の友の会――マーク・トウェインやジュリア・ウォード・ハウが在籍していた――の中で最も著名な会員となり、自由ロシア（帝政ロシアに反対する初の英字新聞）の創刊を支援した。ロシア政府は1891年、報復としてケナンをロシアから追放した。
ケナンは、ロシア問題ばかりを追っていた訳ではない。ジャーナリストや従軍記者として、米国政治、米西戦争、W・マッキンリー大統領の暗殺、日露戦争、第一次世界大戦、ロシア革命などを報道した。
ケナンは十月革命に強く反対した。これは、ソ連政府には「ツァーリ打倒後解決すべき大きな諸問題にうまく対処するための知識や経験や教育」が欠如していると感じたからである。晩年のケナンは、ボルシェビズムへの介入に臆病過ぎるとして、ウッドロウ・ウィルソン大統領を非難した。
「ロシアという豹の性格は変わらなかった ... 新しいボルシェビキ憲法 ... は、過去5年間存在し続けたあらゆる権力を温存した――権力は、人民には除去も制御もできない、官僚を名乗る小集団の手中にある」（『メディナ・トリビューン』（小さな町の新聞）に載った、ケナン最後のボルシェビズム批判、1923年7月）。

## 関連文献
- Tent Life in Siberia: Adventures Among the Koryaks and Other Tribes in Kamchatka and Northern Asia - プロジェクト・グーテンベルク (1870; reprint 1986 ISBN 0-87905-254-6 ; reprint 2007 ISBN 1-60239-045-2
- Siberia and the Exile System (1891; reprint 2003 ISBN 0-89875-902-1
- Campaigning in Cuba (at Project Gutenberg), 1899

- "The Fight for Reform in San Francisco," McClure's, Sept. 1907 & Nov. 1907.
- 澤田次郎『徳富蘇峰とアメリカ』拓殖大学、2011年。ISBN 978-4-7664-1806-4 「補編」第1章「アメリカ人との交流（Ⅰ）」3「ジョージ・ケナン」に、『アウトルック』特派員ジョージ・ケナンと、日露戦争時、桂太郎首相から外国特派員との応接を依頼された國民新聞社社主徳富蘇峰との交流について記述がある。